# Casa de Fajardo
La casa de Fajardo es un linaje nobiliario español originario de Galicia o de la Corona de Castilla, con especial implantación en el reino de Murcia y en el reino de Granada. 
Los miembros principales de este linaje fueron señores de Molina y adelantados del reino de Murcia, originando la casa de los Vélez y de los marqueses de San Leonardo.

## Historia
El origen de la casa antes de la llegada al reino de Murcia es confuso ya que hay autores que mencionan un origen gallego mientras que otros señalan un origen castellano pero su auge se produce en ya mencionado reino de Murcia como parte de la llamada nobleza trastamarista, las familias nobles que llenaron el vacío generado por las casas que perdieron poder con el cambio de dinastía en Castilla.
Autores como Cascales y Gregorio Marañón llaman al primer Fajardo en el reino murciano Juan Gallego Fajardo o Juan Pérez Fajardo, quien suponen que habría llegado en el año 1369 acompañando a Juan Sánchez Manuel, junto a su hijo Alonso Yáñez, aunque ante esto Torres Fontes expone que en la entrega de Murcia a los castellanos en el 1304 ya aparece un Pedro Yáñez, quien era comendador de Ricote y que adelanta la existencia de los Fajardo en Murcia hasta al menos esa fecha, por lo que esta llegada a Murcia tras la victoria de la casa de Trastámara es improbable.

### Alonso Yáñez Fajardo y el ascenso al Adelantazgo mayor de Murcia
A pesar de las dudas sobre los posibles fundadores del nuevo solar del linaje en Murcia, el miembro que logró elevarlo en la jerarquía social fue Alonso Yáñez Fajardo quien a pesar de haber empezado siendo lugarteniente del adelantado mayor del reino de Murcia Fernán Pérez Calvillo y haber luchado durante la guerra civil contra el futuro Enrique II, aceptó al nuevo monarca tras su victoria, manteniendo su puesto de lugarteniente en el adelantado pero esta vez bajo el mando de Juan Sánchez Manuel, conde de Carrión. 
Más adelante chocaría por el deseo de este de aumentar su poder en el reino de Murcia como lo hizo su tío tiempo atrás, algo a lo que Fajardo se opuso junto con el apoyo de los concejos y que desembocó en un fallido intento de asesinato en Peñas de San Pedro y que terminó causando que Juan Sánchez Manuel tuviera que abandonar Murcia y ejercicio del oficio en el 1378 aunque nominalmente mantuvo el título hasta el 1383.
Igualmente cementó su ascenso social a través de la compra del señorío de Puebla de Mula en el 1373, el de Librilla al marqués de Villena en el 1381 y la posterior donación real del señorío de Alhama en el 1387, estando ambas poblaciones y sus fortalezas en el camino entre Lorca y Murcia, en una política de control de la conexión de ambas poblaciones que se complementaría con la donación del rey Enrique III de Molina Seca a su primogénito en 1397 en recompensa de sus servicios.
A pesar del ascenso tan rápido que tuvo, la falta de base para sostenerse en el poder causó que fuera expulsado de la capital en el 1391, causando que la lucha de bandos entre los Manuel y los Fajardo se recrudeciera hasta tres años después de la muerte de Alonso, quien murió en el 1396, y que no se resolvió hasta la intervención del canciller Ayala y el nuevo adelantado de Murcia, Ruy López Dávalos.
Igualmente a través de sus dos matrimonios estableció una importante red de parentesco con linajes con poder de la zona como por ejemplo los López de Ayala al casarse con Mencía López de Ayala, hija de Pedro López de Ayala, XI señor de Ayala, Campos y Albudeite y con quien tuvo Juan Alonso Fajardo, Pedro López Fajardo y Beatriz Fajardo. Se casó después con Teresa Rodríguez de Avilés, hija de Rodrigo de Avilés y Beatriz Fernández Pacheco, señores de Santiago Quebrado, con quien tendría a Guiomar Alonso o Guiomar Rodríguez Fajardo, Alonso Yáñez Fajardo II, Gonzalo Fajardo y Urraca Alonso Fajardo.

### El mantenimiento del poder: Pedro López Fajardo y Alonso Yáñez Fajardo II
Del primer matrimonio de Alonso Yáñez Fajardo, Pedro López Fajardo fue el que más destacó en la política murciana. Su hermano mayor Juan Alonso heredó el señorío de Alhama, el cual transmitiría a su propio hijo Alonso tenido con Leonor de Mendoza, hija de Ruy Díaz de Mendoza, señor de Polop y Benidorm, mientras que también recibió Molina Seca de Enrique III pero que vendió a Pedro López antes del 17 de mayo del 1415.
Pedro López Fajardo fue caballero santiaguista que aparece por primera vez como escudero de Gil Rodríguez Noguerol en el 1397 como encargado de la guarda del puerto seco de Mala Mujer, posteriormente entre los años 1401 y 1403 se le menciona como comendador de Aledo y a partir de diciembre del 1403 también aparece como comendador de Caravaca y como Trece de Santiago.Aunque seguramente su momento de mayor protagonismo fue cuando el patriciado burgués de la ciudad de Murcia consiguió volver a imponer la libre elección de alcaldes y alguaciles poco después de la muerte de Enrique III, siendo posiblemente orquestado por Pedro López Fajardo y su hermanastro Alonso Yáñez Fajardo II ya que poco después la gobernación de la ciudad recaló en ambos hasta la muerte de Pedro López a finales del 1412. 